# Cratere Amundsen
Amundsen è un grande cratere lunare di 103,39 km situato nella parte sud-orientale della faccia visibile della Luna.
Il cratere è dedicato all'esploratore norvegese Roald Amundsen.

## Crateri correlati
Alcuni crateri minori situati in prossimità di Amundsen sono convenzionalmente identificati, sulle mappe lunari, attraverso una lettera associata al nome.
| Amundsen | Coordinate            | Diametro (in km) |
| -------- | --------------------- | ---------------- |
| C        | 80°45′36″S 85°12′36″E | 24,22            |

Il cratere Amundsen A è stato ridenominato dall'Unione Astronomica Internazionale Hédervári nel 2006.